# (342) Endymion
(342) Endymion ist ein Asteroid des mittleren Hauptgürtels, der am 17. Oktober 1892 vom deutschen Astronomen Max Wolf an seiner Privatsternwarte in Heidelberg entdeckt wurde.
Der Asteroid ist benannt nach Endymion, dem jungen Hirten, der Selene (die Mondgöttin) im Schlaf auf dem Latmos mit seiner unübertroffenen Schönheit so verzauberte, dass sie ihn jede Nacht besuchte. Die Benennung erfolgte durch Friedrich Bidschof (1864–1915), einen Orbitrechner und Assistenten der Universitätssternwarte Wien. Erstmals wurde der Name einer männlichen mythologischen Gestalt für einen Asteroiden verwendet. Endymion wird auch durch einen Mondkrater gewürdigt.

## Wissenschaftliche Auswertung
Aus Ergebnissen der IRAS Minor Planet Survey (IMPS) wurden 1992 Angaben zu Durchmesser und Albedo für zahlreiche Asteroiden abgeleitet, darunter auch (342) Endymion, für den damals Werte von 60,6 km bzw. 0,04 erhalten wurden. Eine Auswertung von Beobachtungen durch das Projekt NEOWISE im nahen Infrarot führte 2011 zu vorläufigen Werten für den Durchmesser und die Albedo im sichtbaren Bereich von 64,3 km bzw. 0,03. Nach der Reaktivierung von NEOWISE im Jahr 2013 und Registrierung neuer Daten wurden die Werte 2015 zunächst mit 62,6 oder 65,1 km bzw. 0,04 oder 0,03 angegeben und dann 2016 korrigiert zu 37,9 oder 41,0 km bzw. 0,05 oder 0,04, diese Angaben beinhalten aber alle hohe Unsicherheiten.
Photometrische Messungen des Asteroiden fanden erstmals statt vom 13. bis 19. Oktober 2003 mit dem ferngesteuerten Rigel-Teleskop der University of Iowa am Winer Observatory in Arizona. Aus der während vier Nächten aufgezeichneten Lichtkurve wurde eine Rotationsperiode von 7,05 h abgeleitet.
Zwischen 2012 und 2018 wurden mit der All-Sky Automated Survey for Supernovae (ASAS-SN) auch photometrische Daten von 20.000 Asteroiden aufgezeichnet. Auf mehr als 5000 davon konnte erfolgreich die Methode der konvexen Inversion angewendet werden, darunter auch (342) Endymion, für den in einer Untersuchung von 2021 erstmals ein dreidimensionales Gestaltmodell für eine Rotationsachse mit retrograder Rotation und einer Periode von 6,31652 h berechnet wurde.
Weitere photometrische Messungen des Asteroiden fanden statt vom 10. bis 19. Mai 2022 durch eine Zusammenarbeit innerhalb der Italian Amateur Astronomers Union (UAI) an zwei Observatorien in Italien. Bei der Beobachtung wurde eine Rotationsperiode von 6,319 h bestimmt. Aus archivierten Daten des Asteroid Terrestrial-impact Last Alert System (ATLAS) aus dem Zeitraum 2015 bis 2018 konnte in einer Untersuchung von 2022 mit der Methode der konvexen Inversion eine Rotationsperiode von 6,3167 h bestimmt werden.